# Heterocampa zayasi
Heterocampa zayasi är en fjärilsart som beskrevs av De la Torre y Callejas och Dalmau 1959. Heterocampa zayasi ingår i släktet Heterocampa och familjen tandspinnare. Inga underarter finns listade i Catalogue of Life.